# Hal Lindes

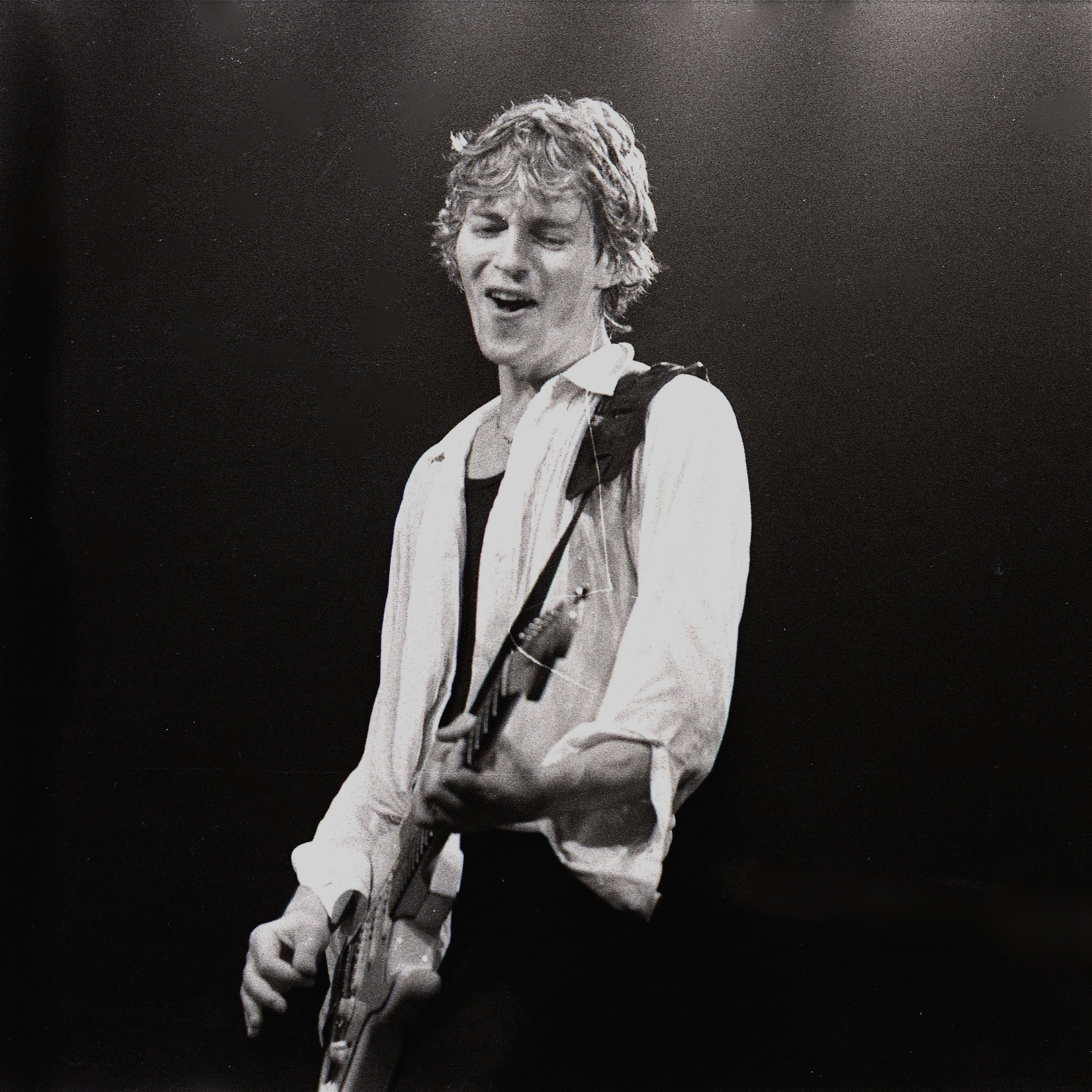
Hal Lindes (1981)

Harold „Hal“ Andrew Lindes (* 30. Juni 1953 in Monterey, Kalifornien) ist ein englisch-amerikanischer Gitarrist und Komponist.

## Leben
Im Jahr 1979 spielte Hal Lindes Gitarre in der britischen Band Darling, die sich jedoch nach der Veröffentlichung ihres ersten Albums Put It Down To Experience auflöste.
1980 wurde er Mitglied der britischen Rockband Dire Straits. Mit der Band nahm er drei Platten (ein Studioalbum, ein Livealbum und eine EP) auf, bevor er sie Anfang 1985 verließ.
Lindes war der Session-Gitarrist auf den Alben Vigil in a Wilderness of Mirrors (1990), Yin und Yang (1995) des schottischen Sängers Fish.
Er komponierte eine Reihe von Musikstücken für TV-Serien und Filme. Auszüge: Don't Do It! (1995), Airport (1997 – Dokumentationsserie der BBC), Reckless (1997), Reckless – The Sequel (1998), Gunshy (1998), Forgive and Forget (2000), Between the Lines (BBC) und Band of Gold (ITV), Quicksand – Gefangen im Treibsand – französisch-britischer Thriller (2003) sowie das australische Filmdrama The Boys Are Back – Zurück ins Leben von 2009.

## Diskografie
- Darling
  - Put It Down To Experience, 1979

- Dire Straits
  - Love over Gold, 1982
  - ExtendedancEPlay, 1983
  - Alchemy: Dire Straits Live, 1984
  - Money for Nothing, 1988
  - Live at the BBC (Dire Straits), 1995
  - Sultans of Swing: The Very Best of Dire Straits, 1998
  - Private Investigations: The Best of Dire Straits & Mark Knopfler, 2005

- Andere
  - Local hero (Mark Knopfler), 1983
  - Private Dancer (Tina Turner), 1985
  - Break Every Rule (Tina Turner), 1986
  - Vigil in a Wilderness of Mirrors (Fish), 1989
  - Yin (Fish), 1995
  - Yang (Fish), 1995
  - Here We Go Again (Steve Ewing), 2002
  - Midnight Blue (Twiggy), 2003